# Вукац Хранић Косача
Вукац Хранић Косача је био кнез из породице Косача која је имала своје поседе у југоисточном делу данашње Босне и Херцеговине око настанка Дрине. Био је други син Хране Вуковића, старији брат Вука Хранића и млађи брат великог војводе хумског Сандаља коме је током живота био подређен због чега о њему има врло мало историјских података. Активно је учествовао у мировним преговорима који су 1405. године вођени између Краљевине Босне и Дубровачке републике. Заједно са старијим братом је после продаје половине Конавља Дубровчанима 1419. године примљен у ред дубровачког племства, највероватније 1426. године. Био је ожењен извесном Катарином са којом је имао двоје деце:
- Стефана (1435—1466), војводу и херцега
- Теодору, удату за Радослава Павловића (1420—1441)

Вукац је умро 1432. године надживевши свог млађег брата Вука (умро 1424. године), а његов син Стефан је после смрти његовог најстаријег брата Сандаља 1435. године преузео вођство над Косачама.